# Sweettalk My Heart
"Sweettalk My Heart" (estilizada em maiúsculas e minúsculas) é uma canção da cantora e compositora sueca Tove Lo. O seu lançamento ocorreu em 20 de setembro de 2019, como quinto single do seu quarto álbum de estúdio, Sunshine Kitty.

## Fundo
Durante a estréia do videoclipe do single carro-chefe, "Glad He's Gone", Tove confirmou o título das faixas que estariam presentes no álbum, incluindo "Sweet Talk My Heart".

## Fundo e composição
"Sweettalk My Heart" é liderado pelo tipo de sons macios e entregas vocais profundas que podem caracterizar um club banger, mas há uma distância e uma leveza na coisa toda, como um bop bassy ouvida do lado de fora do clube. Também soa como a memória de uma música de dança dolorida que você ouviu uma vez, experimentada enquanto você está no meio de uma floresta.
O poder de "Sweettalk My Heart" é palpável, e Tove lançou alguma luz sobre a origem da música nas mídias sociais. "Foi quando eu escrevi essa música que percebi que meu quarto álbum estava em andamento", ela escreveu. "É muito especial para mim por muitas razões em que entrarei em contato com vocês ao redor do mundo".
"'Sweettalk My Heart' 'é estranhamente minha canção de amor feliz. De certa forma, estou pedindo à pessoa que amo que minta para mim; prometer coisas que ambos sabemos que não podemos saber se podemos manter. Porque ninguém conhece o futuro”, disse Lo em um comunicado à imprensa. "Mas é sobre acreditar no que vocês dois estão sentindo no presente - que se amarão para sempre. Pode ser ingênuo, mas acho que é bom. Ser realista sobre o amor torna impossível senti-lo plenamente.”

## As performances ao vivo
Em 18 de julho, durante um show ao vivo em Nova Iorque, Lo apresentou a música ao vivo pela primeira vez.
No dia 19 de setembro de 2019, Lo fez a primeira apresentação televisionaria da canção no talk show norte-americano
Late Night with Seth Meyers.
Em parceria com a Vevo, Lo lançou em seu canal oficial no YouTube uma versão "stripped" da canção.

## Videoclipe
Em 23 de outubro de 2019, Lo lançou um vídeo lírico para "Sweettalk My Heart". No vídeo, Lo continua seus vídeos no estilo karaokê e é vista em duas vinhetas. Ambas ocorrendo em seu quarto, a estrela dança por conta própria, enquanto desejava ter mais alguém para dançar. "Me deixe conhecer você, nós podemos ir longe / Não me despreze, não seja frio, me deixe aquecida", ela canta.
O novo clipe serve como um complemento para o videoclipe oficial da música, onde a cantora é vista se debatendo em um apartamento enquanto tenta romper uma barreira invisível - apenas para ser confrontada com um doppelganger de si mesma, com quem ela dança.
No videoclipe, Lo está vestida com um visual melancólico que se transforma na experiência extracorpórea da cantora, prenunciada nos sussurros ouvidos durante os primeiros 30 segundos: “Às vezes parece que estou vendo eu de fora." Lo dança intermitentemente por todo o apartamento, visto em duas lentes - do ponto de vista normal e de uma perspectiva externa que percebe seu toque ondular pelas paredes e pelo chão como água. Enquanto ela se despe e fica vestida com sutiã e calcinha pretos, a mesma então atravessa a tábua do assoalho de madeira para agilizar ainda mais a ilusão da água. "Mais doce que o amor / É o sabor de todas essas promessas / Isso o puxa para o bem", ela lamenta. Logo depois, ela se coloca no forno, rastejando para dentro do túnel que a leva de volta ao apartamento - só que desta vez, a câmera revela que Lo está olhando diretamente para si mesma do ponto de vista de vista. Na coreografia inspirada nos EUA, ela dança em sincronia com o seu eu "amarrado".
O videoclipe de "Sweettalk My Heart" foi lançado no dia 20 de setembro na conta oficial de Lo no YouTube. O vídeo foi dirigido pela famosa dupla de diretores Bradley & Pablo (que já produziu vídeos de cantoras como Charli XCX e Rosalía), que Lo disse serem "realmente bons em fazer com que artistas femininas poderosas e legais sejam as mais impressionantes".
"Eu escrevi essa música; por estar recém-apaixonada por alguém e estar longe dele, forçado a se comunicar através de uma tela na maioria das vezes, a ideia de fotografar através do vidro / ver através das paredes ganhou vida”, disse ela sobre a inspiração para o clipe.

## Alinhamento de faixas
Download digital
1. "Sweettalk My Heart" – 2:59

Download digital – Live At VEVO
1. "Sweettalk My Heart (Live At VEVO)" – 3:23

Download digital – Team Salut Remix
1. "Sweettalk My Heart (Team Salut Remix)" – 2:59

Download digital – Aazar Remix
1. "Sweettalk My Heart (Aazar Remix)" – 3:15

Download digital – BloodPop® & BURNS Vitaclub Remix
1. "Sweettalk My Heart (BloodPop® & BURNS Vitaclub Remix)" – 4:58

Download digital – Jeremy Olander Remix
1. "Sweettalk My Heart (Jeremy Olander Remix)" – 7:38

## Créditos
- Tove Lo - vocais, composição, letras
- Ludvig Söderberg - composição, letras
- Jakob Hazell - composição, letras
- Svante Halldin - composição, letras
- Jack & Coke  - produção, programação
- The Struts - produção, programação, masterização
- John Hanes - mixagem
- Serban Ghenea - mixagem
- Chris Gehringer - masterização

## Histórico de lançamento
| Região | Data                   | Formato                    | Gravadora | Ref.                        |
| ------ | ---------------------- | -------------------------- | --------- | --------------------------- |
| Vários | 18 de setembro de 2019 | Digital download streaming | Republic  | [ 17 ] [ 18 ] [ 19 ] [ 20 ] |